# Stelis muscosa
Stelis muscosa är en orkidéart som beskrevs av John Lindley. Stelis muscosa ingår i släktet Stelis och familjen orkidéer. Inga underarter finns listade i Catalogue of Life.